# Felipe Carvalho
Luis Felipe Carvalho da Silva (Rivera, Uruguay, 18 de septiembre de 1993) es un futbolista uruguayo que juega de defensa. Actualmente se desempeña en Tacuarembó futbol club en la segunda division uruguaya.

## Clubes
| Club                    | País    | Año       | Part. | Goles |
| ----------------------- | ------- | --------- | ----- | ----- |
| Tacuarembó F. C.        | Uruguay | 2012-2015 | 75    |       |
| Malmö FF                | Suecia  | 2015-2016 | 20    | 3     |
| Falkenbergs FF (cedido) | Suecia  | 2016      | 15    | 0     |
| Malmö FF                | Suecia  | 2017      | 4     | 1     |
| Vålerenga               | Noruega | 2018-2019 | 27    | 3     |
| Nacional (cedido)       | Uruguay | 2019      | 35    | 0     |
| Bolívar                 | Bolivia | 2021      | 3     | 0     |
| C. A. River Plate       | Uruguay | 2021      | 5     | 0     |
| Boston River            | Uruguay | 2022      | 15    | 0     |
| Juventude               | Brasil  | 2023-Act. | 0     | 0     |

## Palmarés

### Títulos nacionales
| Título                                  | Club     | País    | Año  |
| --------------------------------------- | -------- | ------- | ---- |
| Allsvenskan                             | Malmö FF | Suecia  | 2017 |
| Supercopa Uruguaya                      | Nacional | Uruguay | 2019 |
| Campeonato Uruguayo de Primera División | Nacional | Uruguay | 2019 |